# Карл-Гайнц Штефан
Карл-Гайнц Штефан (нім. Karl-Heinz Stephan; 18 вересня 1915, Позен — 15 квітня 1945, Ла-Манш) — німецький офіцер-підводник, капітан-лейтенант резерву крігсмаріне (1 квітня 1943).

## Біографія
3 квітня 1936 року вступив на флот. З вересня 1939 року — офіцер 262-го морського зенітного дивізіону. З липня 1940 року — командир взводу і роти 2-го запасного морського артилерійського дивізіону і 201-го морського артилерійського дивізіону. З березня 1941 по березень 1943 року — командир роти 808-го морського зенітного дивізіону. З серпня 1943 по лютий 1944 року пройшов курс підводника, в лютому-травні — курс командира підводного човна. З 8 липня 1944 року — командир U-1063. 11 березня 1945 року вийшов у свій перший і останній похід. 15 квітня U-1063 був потоплений в Ла-Манші західніше мису Лендс-Енд протичовновою установкою «Сквод» британського фрегата «Лох Кіллін». 17 членів екіпажу були врятовані, 29 (включаючи Штефана) загинули.